# زائير (فولتير)

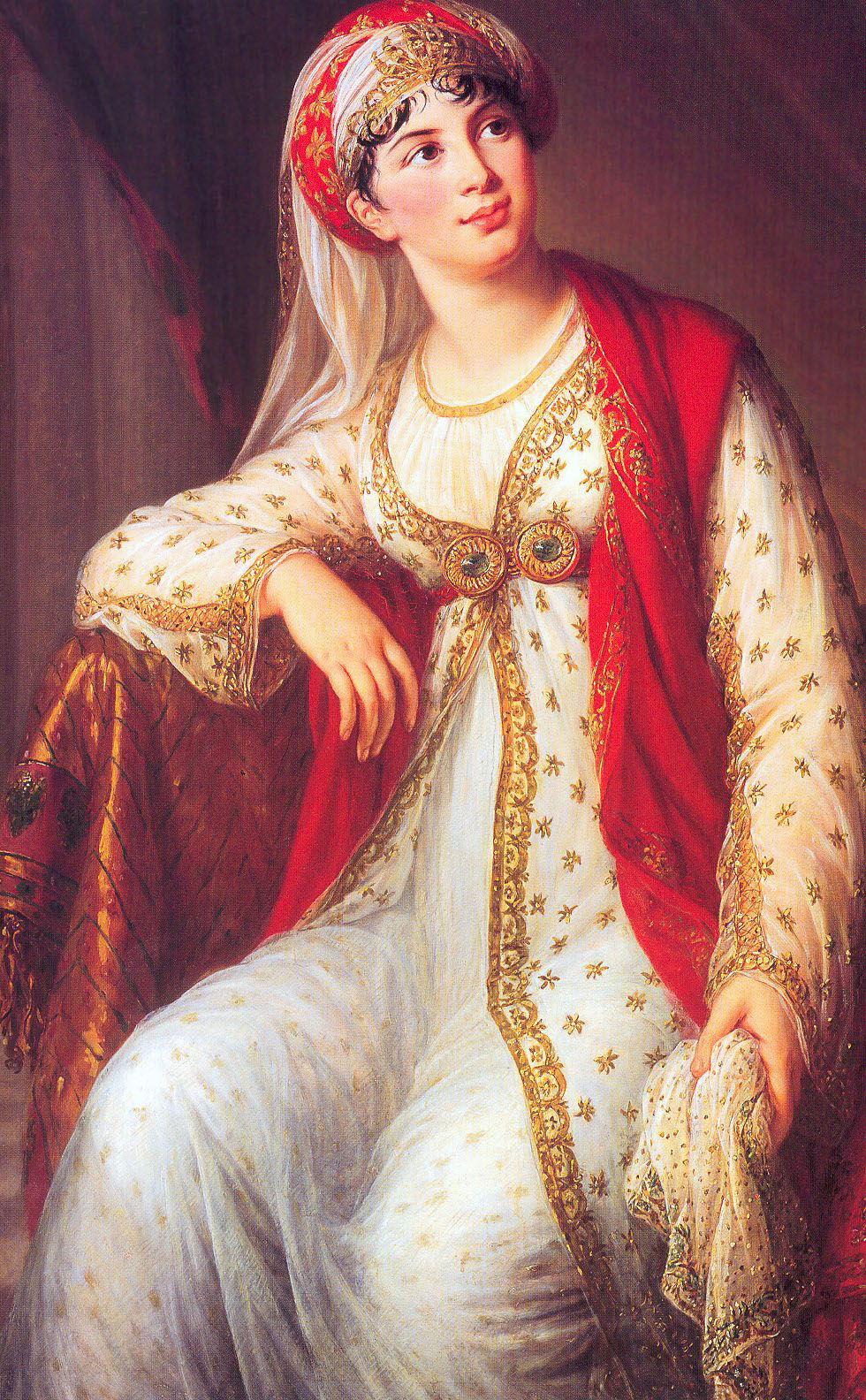

زائير (بالفرنسية: Zaïre)‏ أو «تراجيديا زارا» مسرحية تراجيدية فرنسية كتبها فولتير العام 1732 وتم تمثيلها على المسرح الفرنسي "Comédie-Française" لأول مرة في 13 أغسطس من ذات السنة.
تدور أحداث القصة في فترة القرن الثاني عشر وأثناء الحروب الصليبية، حول الفتاة الفرنسية «زايير» والتي أسرت ونشأت ضمن حريم السلطان، حيث تتبادل الحب مع السلطان الذي يصوره فولتير بكونه رجلا فاضلا يعاهد زايير على إلغاء نظام الحريم ويكتفي بها زوجة واحدة، ويوشكان على الزواج.
تقوم «فاتيما» وهي أسيرة أخرى بتأنيب زايير وتتهمها «بنسيان دينها» لترد عليها زايير بأن اعتناق دين ماهو إلا عادة تتحكم فيها ظروف تاريخية وبشرية وجغرافية تحيط بنشأة الإنسان.
هناك «نيرستام» وهو أسير آخر وفي ذات الوقت هو شقيق «زايير» لكن السلطان لايعلم ذلك، ويحاول الأخ اقناع أخته بعدم الزواج من السلطان لكنه يفشل في ذلك، كما يحاول ردها إلى المسيحية قبيل سفره لتوافق بعد طول ممانعة وبعد ترتيبهما لموعد لكي يعيد تعميدها فإذا بالسلطان الذي كان يتابع اللقاءات بينهما ظانا أنها لقاءات عاشقين يتربص بهما ويقوم بطعنهما بالخنجر، وبعد علمه بحقيقة الأمر وتمسك حبيبته به يقوم بطعن نفسه ليفارق الحياة.

## وصلات خارجية
- النص الكامل بالفرنسية